# Akarapong Pumwisat
Akarapong Pumwisat (en tailandés: อัครพงศ์ พุ่มวิเศษ, Provincia de Chumphon, Tailandia, 23 de noviembre de 1995) es un futbolista de Tailandia que juega en la posición de centrocampista con el Lamphun Warriors de la Liga de Tailandia desde el año 2019.

## Carrera

### Club
| Periodo   | Club                    |
| --------- | ----------------------- |
| 2014-2018 | Chumphon FC             |
| 2018-2019 | Banbueng Phuket City FC |
| 2019-     | Lamphun Warriors        |

### Selección nacional
En 2024fue convocado por Masatada Ishii para jugar con Tailandia en la clasificación de AFC para la Copa Mundial de Fútbol de 2026 para los partidos ante China y Singapur del 6 y el 11 de junio de 2024, pero Pumwisat tuvo su debut internacional hasta el 10 de septiembre de 2024 por la LPBank Cup ante Vietnam en el Mỹ Đình National Stadium. En noviembre de 2024 fue convocado para jugar en el Campeonato de la ASEAN 2024, competición en la que anotó sus dos primeros goles internacionales en la victoria por 3-2 sobre Camboya en Bangkok.

## Logros
- Liga 2 de Tailandia: 2021-22
- Liga 3 de Tailandia: 2020-21